# 格里沃拉山
45°35′48″N 7°15′52″E / 45.59667°N 7.26444°E

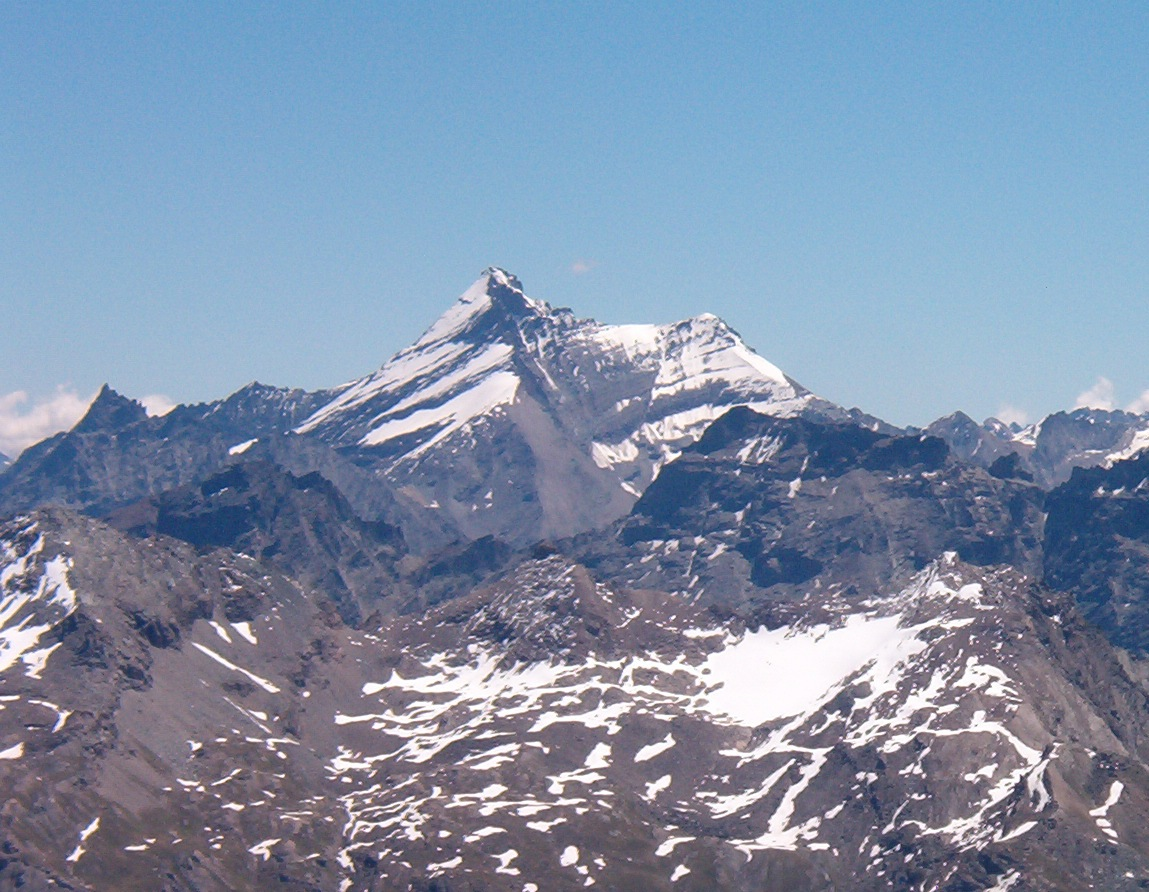

格里沃拉山（義大利語：Grivola），是意大利的山峰，位於該國西北部，由瓦萊達奧斯塔大區負責管轄，屬於格拉耶山的一部分，海拔高度3,969米，人類在1861年8月28日首次登頂。